# Iris pallasii
Iris pallasii är en irisväxtart som beskrevs av Fisch. och Ludolph Christian Treviranus. Iris pallasii ingår i släktet irisar, och familjen irisväxter. Inga underarter finns listade i Catalogue of Life.